# Vjekoslav Vrančić
Vjekoslav Vrančić (Ljubuški, 1904. március 25. – Buenos Aires, 1990. szeptember 25.) magas rangú horvát usztasa tisztviselő volt, aki a Független Horvát Államban a második világháború alatt különböző pozíciókat töltött be. A kikiáltás után az usztasa Külügyminisztérium helyettes államtitkáraként dolgozott. 1942-ben Ante Pavelić megbízottja volt a második olasz hadseregnél. Ebben a szerepében tárgyalásokat kezdett Jevđeviċ, Grđiċ és Kraljeviċ csetnik képviselőkkel. Ezután helyettes államtitkárként dolgozott az usztasa belügyminisztériumban, a „koncentrációs táborokért és az elnyomó politikai apparátusért közvetlenül felelős testületben”. Vrančićot „Hitler is kitüntette a tömeges deportálások során tanúsított tervezési képességeit elismerve”.

## Élete és pályafutása

### Ifjúkora
Vjekoslav Vrančić 1904. március 25-én született az osztrák-magyar megszállás alatt álló Hercegovinában, a Ljubuškiban. Az általános iskolát Gackoban kezdte és Mostarban fejezte be. Vrančićék 1916-ban, apjuk halála után költöztek oda. Mostarban az alsóbb fokú kereskedelmi iskolát, Szarajevóban pedig a kereskedelmi akadémiát végezte el 1924-ben. 1925-től a Mostari Járási Munkásbiztosítási Hivatal főkönyvelője. Az említett pozícióba való kinevezése után néhány nappal a hivatal vezetését is átvette. Ebben az időben kezdett a politikában és a kultúrában tevékenykedni. Mostarban minden horvát társaságnak tagja, többnek ügyvezetője volt. Tagja volt a Horvát Parasztpárt (HSS) Helyi Bizottságának, a Horvát Énekegyesületnek, a Hrvoje-nak, a Hrvatski Sokolnak és a helyi horvát sportklubnak, a Zrinjskinek is. 1929-ig a mostari Munkásbiztosítási Kerületi Hivatal adminisztrációjában dolgozott, amikor felmondott, és Dél-Amerikába Uruguayba költözött.

### Első emigrációja
Montevideoba való érkezése után a Swift & Co cégnél lett irodai alkalmazott, de már 1930-ban a Szociálpolitikai és Közegészségügyi Minisztérium emigráns megbízottja lett Dél-Amerika térségében. Vjekoslav Vrančić ezt a feladatot elfogadva Buenos Airesbe költözött. Az ottani horvát emigráció számára rendkívüli jelentőségű, mert ez a minisztérium volt a felelős a dél-amerikai helyzetük javításáért. Dél-Amerika akkoriban a gazdasági válság nehéz időszakát élte át, Vrančić feladata a horvátok munkavállalásának segítése, illetve a nehéz helyzetet már nem tűrők ingyenes visszaszállítása volt szülőföldjükre. Így szolgálata alatt több mint 4000 nincstelen emigránst küldött vissza hazájába Dél-Amerika egész területéről. 
Buenos Aires-i tartózkodása alatt építette ki első kapcsolatait Ante Pavelić-csal, aki akkor Olaszországban tartózkodott. Együttműködött különböző horvát hazafiakkal, köztük Ivo Colussival, a „Croacia” folyóirat kiadójával is. Vrančić javaslatára Ante Pavelić Branko Jelićet küldte Argentínába, azzal a céllal, hogy horvát szervezeteket hozzon létre Dél-Amerikában. Ennek eredményeként 1930-ban Buenos Airesben megalakult a Horvát Honvédő szervezet. Vrančić 1931 közepéig Buenos Airesben dolgozott.
1931-ben Vrančić rövid időre visszatért Zágrábba, majd Bécsbe költözött, ahol a Hochschule für Welthandelben folytatta tanulmányait. Bécsben találkozott az usztasa mozgalom különböző vezetőivel és munkatársaival (Ivo Perčević, Stevo Duić, stb.). 1934-ben szerzett diplomát, majd 1936-ban doktorált. Ezután visszatért hazájába, ahol letartóztatták, kihallgatták, majd kiengedték. Az I. G. Farbenidustrie német vegyipari konszern képviselőjeként dolgozott. Itt érte a Független Horvát Állam (NDH) kikiáltásának a híre. Mladen Lorković, akivel már az emigrációban is találkozott, meghívta és megbízta a Külügyminisztérium megszervezésével. Vrančić vállalta a feladatot, elvállalva az NDH protokollvezetői funkcióját. Ő volt az egyik kulcsember, aki felelős az MVP létrehozásáért, amely szó szerint a nulláról indult. Az MVP nem vett át semmit az egykori jugoszláv államtól, mert korábban a külügyeket kizárólag Belgrádból intézték.

### A Független Horvát Államban
Ante Pavelić bizalmasa, Bosznia-Hercegovinában fontos politikai és katonai eseményekben a poglavnik küldötte volt. Vrančić lelkes usztasa volt, aki olyan nézeteket vallott, amelyek tagadták a boszniai muzulmánokat mint önálló nemzetet, és azt vallotta, hogy a boszniai muszlimok valójában iszlám hitű horvátok. Ellentétben Pavelić Vrančićba vetett bizalmával, egy másik magas rangú usztasa tisztségviselő, Eugen Dido Kvaternik úgy írt róla, hogy Vrančić „Pavelić személyes intrikáinak vak eszköze”.
Vrančić, mint Pavelić képviselője az SS magas rangú tisztjeivel együtt felelt a „Kroatische Waffen-SS Freiwilligen Hadosztály” létrehozásáért, mely 1943. május 5-én történt Zágrábban. Vrančić az usztasa erőknél őrnagyi rangot ért el, de még ennél is fontosabb, hogy a Független Horvát Állam külügyminiszter-helyettesi, majd munkaügyi miniszteri posztját töltötte be.

### Második emigrációja
Hogy megkönnyítse az usztasa-rezsim megadását a nyugati szövetségeseknek, Pavelić elküldte Vrančićot (Andrija Vrkljan tolmácsként) a szövetségesek olaszországi főparancsnokához, ahol Vrančićot és Vrkljant egy hadifogolytáborba internálták.
Ezután Vrančić az Egyesült Államok hírszerzése segítségével a Vatikán védőőrizetébe szökött. Krunoslav Draganović segítségével szerzett hamis papírokkal Olaszországból Argentínába menekült. Az argentínai horvát közösségben jelentős szerepet játszott, és az Ante Pavelić vezette horvát úgynevezett „emigráns kormány” alelnöke lett. Részt vett szélsőjobboldali argentin politikai csoportokkal folytatott terrorista tevékenységekben. A száműzött usztasák körében végzett tevékenysége miatt Vrančićnak 1974-ben megtiltották, hogy Ausztrália területére lépjen. Argentínában megalapította a Hrvatski narod (Horvát Nép) című hetilapot. A Horvát Nemzeti Tanács 1980-as parlamentjén Vrančić azt állította, hogy az új horvát nemzet nem támaszkodhat a Független Horvát Állam hagyományaira, és ezt a hagyományt a lehető legkisebbre kell csökkenteni. Élete végéig Buenos Airesben élt, ahol 1990. szeptember 25-én hunyt el.

## Fordítás
- Ez a szócikk részben vagy egészben  a   Vjekoslav Vrančić című angol Wikipédia-szócikk ezen változatának fordításán alapul.  Az eredeti cikk szerkesztőit annak laptörténete sorolja fel. Ez a jelzés csupán a megfogalmazás eredetét és a szerzői jogokat jelzi, nem szolgál a cikkben szereplő információk forrásmegjelöléseként.
- Ez a szócikk részben vagy egészben  a   Vjekoslav Vrančić című horvát Wikipédia-szócikk ezen változatának fordításán alapul.  Az eredeti cikk szerkesztőit annak laptörténete sorolja fel. Ez a jelzés csupán a megfogalmazás eredetét és a szerzői jogokat jelzi, nem szolgál a cikkben szereplő információk forrásmegjelöléseként.